# Seznam švedskih filozofov
Seznam švedskih filozofov.

## A
- Lars-Olof Ålberg
- Richard Avenarius

## C
- Ervik Cejvan

## D
- Sara Danius

## F
- Anders Fryxell

## H
- Axel Hägerstrom

## K
- Kristina Švedska (1626 - 1689)

## L
- Carl Linnaeus
- Arnold Ljungdal

## M
- Per Martin-Löf

## P
- Dag Prawitz (1936)

## S
- Torgny Segerstedt
- Cecilia Sjöholm
- Emanuel Swedenborg

## W
- Sven-Olov Wallenstein
- Edvard Westermarck
- Georg Henrik von Wright